# Эрридупизир
Эрридупизир (Энридавазир) — царь гутиев, правил в конце XXIII века до н. э.
В позднейшей эпической песне «Царь Куты» (то есть гутиев) рассказывается, что после выступления Нарам-Сина против храма Энлиля в Ниппуре ниппурцы призвали на помощь гутиев. Видимо, Эрридупизир и был вождём тех гутиев, которые вторглись в Южное Двуречье, овладели священным Ниппуром и положили конец посягательствам отрядов Нарам-Сина на храм Энлиля. Эрридупизир не попал в т. н. «Царский список», но в Сиппаре была найдена надпись Эрридупизира, начертанная аккадскими письменами, в которой он называет себя «царём гутиев, царём четырёх сторон света».
| Династия гутиев   |                                       |                |
| Предшественник: — | царь гутиев конец XXIII века до н. э. | Преемник: Имта |